# تطبيقات الحاسوب في التقنات الحيوية الدوائية
تطبيقات الحاسوب في التقنات الحيوية الدوائية (بالانجليزية:Pharmaceutical bioinformatics) هو حقل بحثي مرتبط في تطبيقات الحاسوب الحيوية ولكن يكون التركيز على دراسة العمليات البيولوجية والكيميائية في المجال الدوائي لفهم كيف يتفاعل الغريب الحيوي مع جسم الإنسان وعملية اكتشاف الدواء.

## المقدمة
في حين أن تطبيقات الحاسوب الحيوية موضوع واسع ولكنها تركز بشكل كبير على البيولوجيا الجزيئية بينما تستهدف تطبيقات الحاسوب في التقنات الحيوية الدوائية بشكل معين على التفاعل الكيميائي البيولوجي والتركيز الإستكشافي للتفاعلات الكيميائية والبيولوجية مثل طريقة الكيميائية والمعلوماتية وطريقة القياسات الكيميائية. تشمل الطرق إلى جانب العديد من الطرق العامه لتطبيقات الحاسوب في التقنات الحيوية، نموذج قائم على أساس الارتباط مثل نماذج العلاقة الكمية بين البنية والفعالية والقياسات البروتينية والتصميم الجزيئي بمساعدة الحاسوب وقواعد بيانات تطبيقات الحاسوب الكيميائية وخوارزميات البرمجيات الكيميائية والكيمياء الدوائية الحيوية بما في ذلك تحليل النشاط البيولوجي وغير ذلك من القضايا المتعلقة باكتشاف الدواء

## التنبؤ بعمليات الأيض عن طريق (في السيليكون)
أحد مجالات تطبيقات الحاسوب الحيوية الدوائية الرئيسية هو تنبؤ عمليات الأيض عن طريق (في السيليكون)للدواء المرشح
ينقسم هذا المجال إلى ثلاث مهام:
توقع حدوث التفاعل بين المركب والإنزيم
توقع موقع الجزء من المركب الذي سيشارك في التفاعل (موقع حدوث الأيض)
توقع نتيجة التفاعل (الناتج الأيضي)
هناك العديد من الأدوات الموجودة للقيام بهذه المهام مثل موقع توقع الأيض للسيتوكرومP45s  وMetaPrint2D  يتوقع SOMللمركبات الكيميائية

## البرمجياتوالأدوات
هناك العديد من الادوات البرمجيه لتطبيقات الحاسوب في التقنات الحيوية الدوائية
مثال على أداة متاحة يمكن الاطلاع عليها من غير رخصة تجاريةبايوإكليبس.

## المؤتمرات
مؤتمر واحد خاص في تطبيقات الحاسوب في التقنات الحيوية الدوائية هو المؤتمر الدولي للمعلومات الحيوية الدوائية